# إدوارد لاركن (سياسي)
إدوارد لاركن هو لاعب اتحاد الرغبي وسياسي أسترالي، ولد في 21 سبتمبر 1880 في نيوساوث ويلز في أستراليا، وتوفي في 25 أبريل 1915 في Lone Pine (tree) ‏ في تركيا. نشط حزبياً في حزب العمال الأسترالي. في 1913 New South Wales state election ‏، انتخب عضو الجمعية التشريعية لنيو ساوث ويلز ‏ عن دائرة Electoral district of Willoughby ‏ (13 ديسمبر 1913 – 10 يونيو 1915).